# La Femme et le Pantin (boek)

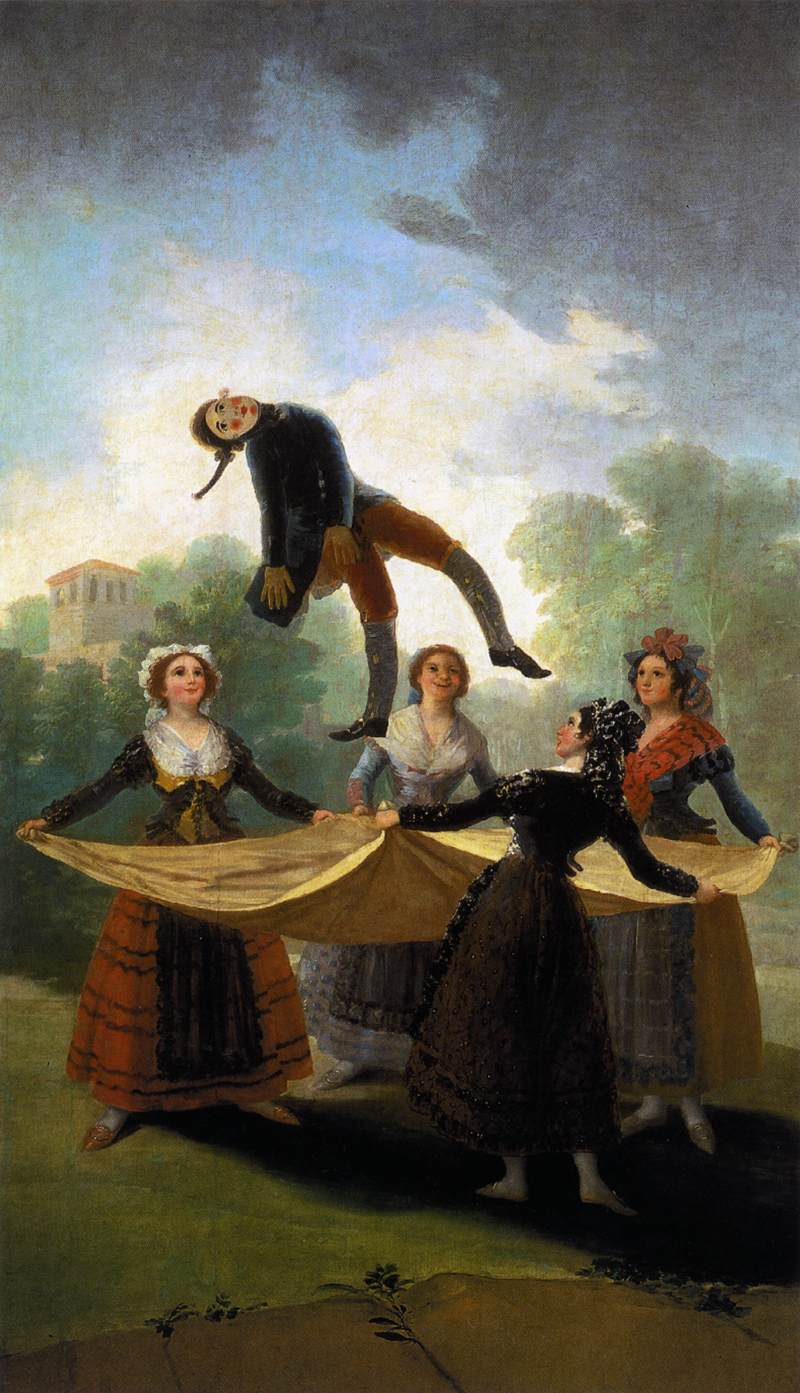
El Pelele, een schilderij van Goya dat in het boek wordt genoemd.

La Femme et le Pantin (Nederlands: De vrouw en de ledenpop) is een korte roman van Pierre Louÿs uit 1898. Hij vertelt het verhaal van een Spaanse schone die door een geraffineerd spel van aantrekken en afstoten haar geliefde herleidt tot een willoze pop.

## Inhoud
Tijdens het carnaval van Sevilla raakt André Stévenol onder de charme van Concepcion Perez (Conchita, Concha). Met een eerste afspraak in het vooruitzicht laat hij haar naam vallen tegen zijn vriend Don Mateo Diaz, die hevig schrikt en zijn vriend bezweert haar te mijden. Enkel om hem te behoeden doet hij dan het verhaal van zijn pijnlijke avontuur met Conchita. De rijke aristocraat had haar op haar vijftiende leren kennen in de trein en nadien weergezien in la Fábrica, de stedelijke sigaren- en sigarettenfabriek. De vijftienjarige toonde zich ondernemend en meegaand, maar seks stelde ze steeds uit tot later. Ondertussen nam ze zijn geld aan, om dan ineens weg te lopen onder de beschuldiging dat hij haar had willen kopen. Per toeval ontmoette Don Mateo haar terug in Cadiz, waar ze flamenco danste in een louche cabaret. Ze verweet hem dat hij niet genoeg van haar hield en beweerde nog steeds als een mozita (maagd) te leven, hoewel een zekere Morenito met haar het bed deelde en Don Mateo haar betrapte op naaktdansen voor toeristen. Ondanks Concha's leugens kon hij het niet laten te culpabiliseren. Uiteindelijk kocht de wanhopig verliefde don haar een huis om samen te gaan leven, maar ze liet hem staan voor het gesloten hek en gaf zich voor zijn neus aan Morenito. 
De volgende dag kwam ze Don Mateo opzoeken in zijn huis om te vertellen hoezeer ze hem altijd had gehaat, waarop hij zijn zelfbeheersing verloor en haar afroste. Dit zette haar in vuur en vlam. Ze vroeg vergiffenis en verklaarde dat de scène met Morenito slechts komedie was geweest. Eindelijk in bed vond hij haar inderdaad maagdelijk. Het samenleven bleef echter een kwelling. Ze bekende dat ze hem bedroog, werd geslagen en gaf dan toe dat ze het allemaal had verzonnen om zijn kracht te voelen. Ze bleef er ook plezier in scheppen mensen pijn te doen. Ze isoleerde Don Mateo door extreme jaloezie en dwong hem tot een duel door zich in een hotel op de liefdesdaad te laten betrappen. Dit was een misrekening, want in plaats van zijn passie te verhevigen stelde het hem in staat haar los te laten. Hij vertrok naar Marokko en Italië, haar afschuddend en al haar brieven negerend. Bij zijn terugkeer stelde hij vast dat ze was getrouwd met Garcia, een welstellende man die ze onmiddellijk had afgescheept naar Bolivië. 
Na de monoloog van Don Mateo dankt André hem oprecht en keert hij terug in de nacht. Tijdens een omweg langs de baan waar Concha hem rendez-vous had gegeven, passeert ze in een koets. Op haar uitnodiging en zich bewust van wat hem wacht, stapt hij in. Ze brengen samen de nacht door en maken zich al klaar om naar Parijs te vertrekken, wanneer een briefje arriveert van Don Mateo die haar smeekt bij hem terug te keren.

## Totstandkoming
Louÿs schreef het boek in twee korte fasen: tijdens de eerste week van september 1896 pende hij in Sevilla L'Andalouse neer en tijdens een verblijf in Caïro en Napels werkte hij dit verhaal uit tot een roman (23 maart - 5 april 1898). Na veel titels te hebben overwogen koos hij uiteindelijk voor La Femme et le Pantin, als verwijzing naar het doek El pelele van Goya en misschien ook naar het werk van Félicien Rops, die het thema behandelde in 1873, 1877 en 1885 (zie De dame met de ledenpop). Volgens Louÿs was zijn roman niet autobiografisch. Hij was wel bedoeld als spiegel voor zijn vriend André Lebey, die hij wilde verlossen uit een vernederende relatie. Het boek is trouwens opgedragen aan Lebey en hij heeft zijn voornaam gemeen met een van de mannelijke personages (niet het patente maar het potentiële slachtoffer van Concha).
Een directe bron zijn de ervaringen die Louÿs begin 1895 had opgedaan op zijn Spaanse reis met André-Ferdinand Herold. Zijn notities vermelden de treinrit door de sneeuw, de ruzie tussen een zigeunerin en een meisje, het carnaval, de tabaksfabriek, een danseres die zich maagd noemde... In de koffer van Louÿs bevond zich Casanova's Histoire de ma vie, waarin de Venetiaan verhaalt over een mésaventure met La Charpillon dat zijn leven had geknakt. Eerder had Louÿs het thema van de seksuele slavernij al behandeld in Aphrodite. Mœurs antiques (1896), een erudiete libertijnse roman over de hetaere Chrysis en de beeldhouwer Demetrios. Ten slotte was ook Carmen een directe invloed, zowel het sobere proza van Mérimée (1845) als de opera van Bizet (1875).

## Edities
De roman verscheen als feuilleton in Le Journal (mei-juni 1898) en werd onmiddellijk daarna als boek uitgegeven door Mercure de France. Het was een verkoopsucces en ook de recensies waren positief. Er volgden vele heruitgaven, waaronder prachtige edities die de bibliofiel Louÿs niet onbewogen zullen hebben gelaten. Onder de illustratoren waren A. Calbet en J. Dédina (1899), Pablo Roïg (1903) en Paul-Émile Bécat (1945).

## Nederlandse vertaling
Het boek is vertaald in 1978 door Aris J. van Braam onder de titel De vrouw en de ledenpop.

## Toneel en opera
Met toestemming en medewerking van Louÿs bewerkte Pierre Frondaie in 1910 het boek voor theater.
Het volgende jaar ging in Milaan Conchita in première, een Italiaanse opera gecomponeerd door Riccardo Zandonai op een libretto van Maurizio Vaucaire en Carlo Zangarini.

## Verfilmingen
- 1920 – The Woman and the Puppet (stomme film van Reginald Barker)
- 1928 – La Femme et le Pantin (stomme film van Jacques de Baroncelli, gebaseerd op de bewerking voor het theater door Louÿs en Pierre Frondaie)
- 1935 – The Devil Is a Woman (zwart-witfilm van Josef von Sternberg met Marlene Dietrich)
- 1958 – La Femme et le Pantin (kleurenfilm van Julien Duvivier met Brigitte Bardot)
- 1977 – Cet obscur objet du désir (surrealistische bewerking door Luis Buñuel, die Conchita laat spelen door twee actrices)
- 1990 – La Femme et le Pantin (Frans-Spaanse televisiefilm van Mario Camus)
- 2006 – La Femme et le Pantin (televisiefilm van Alain Schwarzstein)